# زن
زِنْ (باليابانية: 禅) هي طائفة من الماهايانا البوذية يابانية، تفَرَّعت عن فرقة «تشان» البوذية الصينية، يطلق اللفظ أيضا على مذهب هذه الطائفة. يتميز أتباع هذا المذهب بممارسة التأمل في وضعية الجلوس -زازن- كما يشتهرون بكثرة تداولهم للأقوال المأثورة والعِبر (كوآن).
يرجع أصل كلمة زن إلى النُطق باليابانية للحرف الصيني «تشان» (chán = 禪/禅)، وهذه الكلمة الأخيرة هي نفسها ترجمة للكلمة السنسكريتية «ذيانا» وتعني استغراق التفكير أو التأمل (التعبد المطلق بالمعنى الحرفي).
تهدف تعاليم مذهب زن العودة إلى الأصول الأولى للبوذية، وخوض التجربة الشخصية التي عاشها بوذا التاريخي وتكتسي وضعية الجلوس أهمية خاصة لدى أتباع هذا المذهب، فعن طريق اتباع هذه الوضعية تَوَصَّل بوذا إلى حالة الاستنارة أو (اليقظة).

## تطور فرقة تشان في الصين

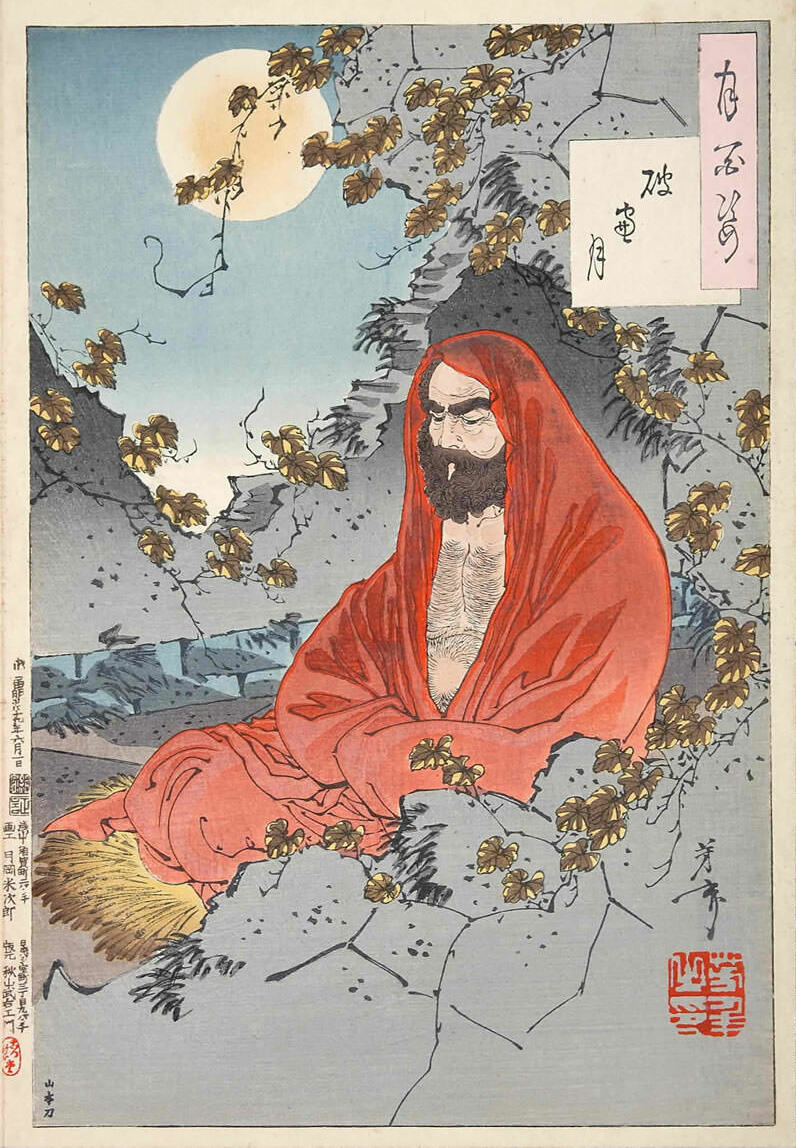
بوذيدارما: يعتبره أتباع مذهب تشان صاحب الفضل في نشر مذهبهم في الصين (روشم من مدرسة أوكييو-إه لصاحبها يوشيتوشي، 1887 م)

تأسست وتطورت فرقة «تشان» في الصين في القرن الـ7 للميلاد، يفسرها البعض على أنها ردة فعل داخلية في أوساط المجتمع الصيني ضد البوذية التقليدية، أثرت تعاليم المدرستين الطاوية والكونفشيوسية بشكل بالغ على أتباع هذه الفرقة. اقتبسَ المذهب الجديد المبادئ والتعاليم التي أقرتها المدارس الأخرى التي سبقته، تُركز هذه التعاليم على أهمية النفس، انبثقت من هذه العناصر المختلفة الفكرة الرئيسية لمذهب «تشان»: إن توصل الإنسان إلى حالة الاستنارة، يعني أنه استطاع أن يُدرك ويتحسس طبيعة بوذا الكامنة في نفسه، بغض النظر عن المكان والزمان الذين يتواجد فيهما. كان أفراد الطائفة الأولى لمذهب تشان من رجال العلم الذين رفضوا التقيد بالنصوص المكتوبة، كانوا يريدون أن يخوضوا تجربة شخصية، على غرار ما فعل الراهب «هان تشان»، حين ذهب يسير في الجبال وقد أخذ يعلق أبيات من الشعر على أغصان الأشجار.
رغم نشأة مذهب تشان في الصين وتأثره بمعتقداتها، إلا أنه يدعي الرجوع إلى أصول البوذية التاريخية، جاعلا هدفه الأسمى التوصل إلى الوضعية التي اتخذها بوذا في اللحظة التي بلغ فيها الاستنارة. يستمد مذهب «تشان» شرعيته عن طريق تداول تعاليمه بطريقة شفوية وعبر سلسلة وهمية من الرجال ترجع حتى زمن بوذا، ودائما حسب هذه السلسلة فإن الراهب الهندي «بوذيدارما» والذي عاش في القرن الـ6 للميلاد، كان أول أئمة هذا المذهب في بلاد الصين.

## دخول تعاليم تشان إلى اليابان
انشطر أئمة «تشان» في الصين إلى قسمين رئيسيين، ادعى أحدهما أن الاستنارة (اليقظة) طبيعة فجائية، بينما يقول الآخر أنها تأتي بالتدريج. من بين كل المدارس التي تأسست في الصين، وبالأخص في الجنوب، استطاعت اثنتان الوصول إلى اليابان أثناء فترة كاماكورا: أولاهما «لينشي» والتي أسست في القرن الـ9 للميلاد، وتتلخص تعاليمها في دراسة الـ«كُوان»، ثاني هذه المدارس هي «صاودونغ» والتي أسسها «ليانغجي» في نفس الفترة، وتتلخص تعاليمها في ممارسة التأمل في وضعية الجلوس.
يعود تاريخ مذهب تشان في اليابان إلى القرن السابع للميلاد. كان الراهب «دوشو» (629-700 م) قد عاد إلى البلاد بعد أن أمضى فترة في الصين، قام بتأسيس مدرسة «هوسو»، إلا أن تعاليمه لم تعرف طريقها إلى الانتشار. بعدها قام «سائيشو» بإدخال تعاليم تشان مجددا، ومنها ممارسة التأمل في وضعية الجلوس. وكانت طائفة «تندائي» الأكثر تأثر بهذا المذهب الجديد.

## العصر الذهبي أثناء فترة كاماكورا
مع نهاية فترة هييآن بدأت بعض الأفكار الدينية الجديدة تنتشر في اليابان، تأثرت هذه الأفكار بحالة الهوس والقلق التي سادت أتباعها بعد أن دخل العالم في فترة «نهاية القانون». يقسم التفكير البوذي الزمن إلى ثلاثة فترات: أثناء الفترة الأولى والتي تلت وفاة بوذا، يَعي الرِجال كامل تعاليمه؛ أثناء الفترة الثانية، يصبح عسيرا عليهم تفهم هذه التعاليم؛ وأخيرا ومع بداية الفترة الأخيرة، أي منذ 1052 م، يصبح الرجال عاجزين تماما على إدراك مبادئ البوذية.
في مثل هذه الظروف يصبح من غير المفيد على الرجال دراسة تعاليم بوذا أو أساتذة المدارس الكبرى السابقة، إذ أنه يستحيل على الإنسان أن يتوصل إلى نتيجة باستخدام قواه الشخصية (جيريكي)، والحل الوحيد أمامه هو أن يسلم نفسه إلى بوذا و«قوى الآخر» (تاريكي). تطورت أثناء فترة كاماكورا مدارس بوذية جديدة، على غرار الأميدية (اللفظ مشتق من كلمة أميدا) وأتباعها من رهبان «غنكو» و«شينران»، والذين أولوا اهتماما بالغا بمبدأ الإيمان بآميدا.

## المبادئ والتطور
يرفض أتباع «زن» الفكرة القائلة بوجوب أن يُسلم الإنسان نفسه لقوى الآخر، كما يعارضون مفهوم الازدواجية بين الحالة الطبيعية للأشياء، وطبيعة بوذا في ذوات الأشياء، ويقولون أنها تتواجد في كل واحد. على الإنسان أن يكون مدركا لطبيعة بوذا في نفسه حتى يتوصل إلى حالة الاستنارة (التيقظ) أثناء دورة حياته الحالية وداخل جسده المادي. تطورت هذه التعاليم بعد أن عاد الراهبين «إيسائي» (1168-1215 م) و«دوغن» من رحلتهما إلى الصين. قام أحد أتباع الأول وهو «ميوزن» (1184-125 م) بتأسيس طائفة «رنزائي»، والتي اعتمدت تعاليم مدرسة «لينشي» الصينية، فيما قام الثاني بتأسيس مدرسة «سوتو»، والتي تبنت بدورها تعاليم مدرسة «صاودونغ» الصينية. على عكس مذهب الأميدية والذي توجه نحو الطبقات الشعبية، وانفتح على الممارسات الدنيوية، يتطلب زن من أتباعه تخصيص جل وقتهم لتطبيق تعاليمه، أحيا أتباعه بذلك التقاليد الرهبانية: إذا أن أسلوب حياة الرهبنة كان الوحيد الذي يتناسب مع متطلبات هذا المذهب.

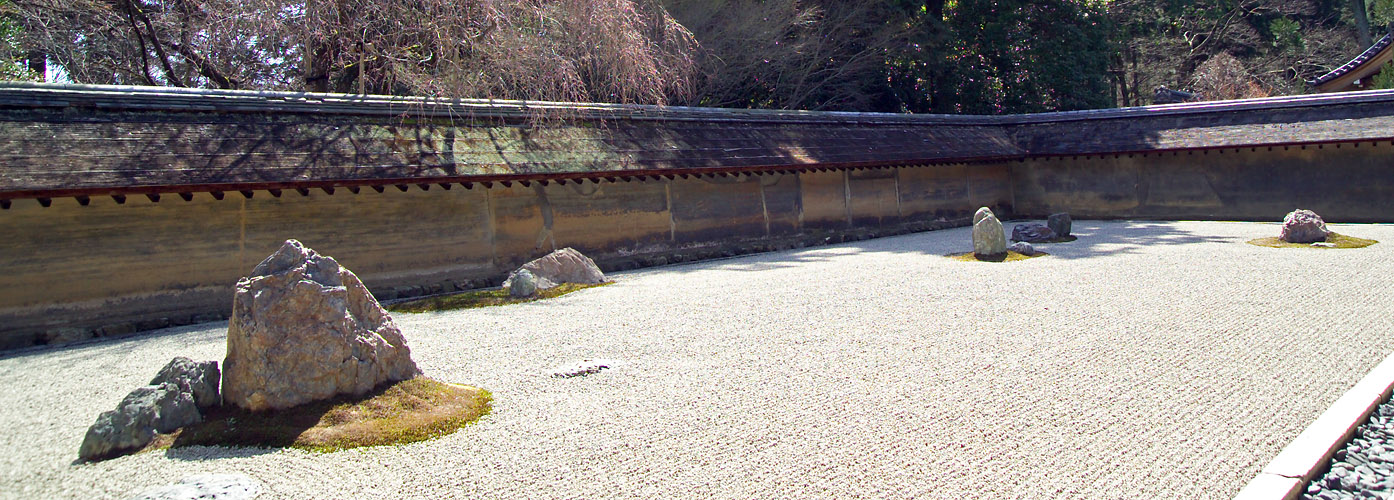
ريوأن-جي في كيوتو: تمثل حديقة زن نموذجا لمفهوم التجرد في مذهب زن (راجع:حديقة يابانية)

## زن رِنزائي ومدرسة سوتو
انتشرت تعاليم «زن رنزائي» على حساب الطوائف الأخرى في اليابان، ومن أهم الأسباب في ذلك، تأثير أتباعه على رجال السياسة أثناء فترة كاماكورا. أنجبت طائفة رنزائي عدة مدارس، ومن أهمها مدرسة سوتو، والتي أسسها «دوغن».

### دوغن
التحق "دوغن" في سنوات شبابه الأولى بكل المدارس البوذية التي كانت موجودة في عصره، على غرار مدرسة "دير كينين-جي" والذي أسسه "إيسائي". في سنة 1233 م، شّد "دوغن" ومعه أحد مُريديه "ميوزن" الرحال إلى الصين، درس لمدة ثلاثة سنوات في أحد أديرة التابعة لمدرسة "صاودونغ، توصل إلى حالة الاستنارة وأصبح بإمكانه العودة إلى اليابان لالقاء الدروس بدوره. عند عودته اتخذ لنفسه مكانا بالقرب من "كيوتو" وأخذ يجمع من حوله الأتباع.

### التعاليم
يعتبر أتباع زن من خصوم المذاهب الداعية إلى التقيد المطلق بالنصوص -والتي أطلقوا عليها تسمية الحروف الميتة، رغم أن دوغن يقر بأهمية هذه الدراسة، إلا أنه يرى أن جعلها غاية وليس وسيلة يؤدي في النهاية إلى نتائج عقيمة، بدل النصوص أراد الأخير أن يرسخ بين مريديه أهمية «الكلمة الحية»، أو تناقل التعاليم بالطريقة الشفوية، وقد قام لهذا الغرض، وفي نفس السنة التي توفي فيها، بكتابة أحد أهم مؤلفاته (كنوز عين دراما الأصيلة) باللغة اليابانية، فيما كان معاصروه يستعملون اللغة الصينية عند تطرقهم للمواضيع الدينية.
كانت تعاليم «دوغن» قاسية جدا، يخضع الرهبان إلى قوانين صارمة، يتوجب عليهم من خلالها ممارسة التأمل بلا انقطاع، يقول دوغن أن إبداء الشخص رغبته في أن يصبح مستنيرا أو حتى التفكير في ذلك هو أمر عقيم مثله مثل دراسة نصوص الـ«سوترا» الهندوسية. يجب على الشخص ألا يفكر إلا في اللحظة الآنية، وأن يهمل كل الأشياء التي يعتقد أنها ستساعده في ممارسة التأمل. لا تؤدي الممارسة بذاتها إلى الاستنارة، ذلك أن الأشخاص يملك كل منهم طبيعة بوذا في أنفسهم، يتوجب عليهم فقط الممارسة حتى يصبحوا قادرين على الإحساس بهذا الطبيعة.

### المعلم
يولي أتباع مدرسة سوتو أهمية كبيرة لطريقة تناقل التعاليم. بما أن زن هو مجموعة من الممارسات، فإن الشخص الذي مر بهذا الطريق -الأستاذ- يستطيع أن يرشد الأتباع الجدد في تجربتهم ويعرف مدى تقدمهم في الطريق. روحيا يقوم الأستاذ باستعمال النصوص الميتة (الكتابات القديمة) والكلمة الحية (التعاليم الشفوية)، حتى يتقدم بأتباعه ويريهم في كل مرة محدوديتهم وعيوبهم. بدنيا يقوم الأستاذ بالسهر على نوعية التمارين التي تطبق وكذا مدى استقامة الوضعية التي يتم اتخاذها أثناء ممارسة التأمل.

### تعاليم دوغن بعد وفاته
أعاد «دوغن» إحياء التقاليد التي أقامها رهبان مدرسة «تشان» الصينية: نظرا لمعارفه الواسعة فقد أدرك «دوغن» محدودية النصوص، ومدى أهمية التجربة الشخصية الفريدة. على غرار ما فعله سلفه قطع علاقته مع المجتمع حتى يعيد صلته بالطبيعة. كانت التعاليم التي تركها متشددة جدا، ولعله السبب في إحجام أتباعه في الأخذ بها، إذ سرعان ما تخلو عنها بعد وفاته. توجب الانتظار حتى القرن الـ20 للميلاد لإعادة اكتشافها مجددا.

### تأثير زن رنزائي
أثناء فترة كاماكورا، كان الرهبان البوذيين من طائفة الزن، شغوفين جدا بالتعرف على الثقافة الصينية. كان «دوغن» يرفض أن تكون للأشياء أبعاد فنية، الأهم بالنسبة له هو الفعل الذي يؤدي إلى خلق هذه الأشياء، وهو نفس الفعل الذي يؤدي في النهاية إلى الاستنارة. قام الأخير بجلب العديد من الخزفيين، والنجارين من الصين، فيما قام كل من «إيسائي» و«ميوزن» عند عودتهما إلى اليابان بدعوة ممثلين عن كل المدارس الفنية الصينية.
بعد تلك الفترة انتشرت الفكرة الصينية للجمالية الفنية -والتي سادت أثناء فترة أسرة «سونغ»- في كامل أرجاء اليابان بعد أن اختلطت بتعاليم زن. كان ذلك بفضل العلاقة الوطيدة بين رهبان طائفة «رنزائي» وقادة اليابان، وبالأخص الهوجو ثم الأشيكاغا من بعدهم أثناء فترة موروماتشي.
عن طريق تبينهم للقوانين الأخلاقية الكونفشيوسية، والتي أحضرها معه من الصين الراهب «إيسائي»، ثم دمجها مع تعاليم زن، وضع أئمة هذا المذهب خطابا جديدا حتى يستقطبوا إليهم أفراد طبقة المحاربين، كان هؤلاء يستهويهم مذهب زن نظرا لبساطته الظاهرية من جهة وتشدده الصارم من جهة أخرى.